# 圣索沃尔德蒙塔居
圣索沃尔德蒙塔居（法語：Saint-Sauveur-de-Montagut，法語發音：[sɛ̃ sovœʁ də mɔ̃taɡy]）是法国阿尔代什省的一个市镇，属于普里瓦区。

## 地理
圣索沃尔德蒙塔居（44°49'17"N, 4°34'47"E）面积11.54 平方千米，位于法国奥弗涅-罗讷-阿尔卑斯大区阿尔代什省，该省份为法国东南部内陆省份，北起顺时针与卢瓦尔省、伊泽尔省、德龙省、沃克吕兹省、加尔省、洛泽尔省和上盧瓦爾省接壤。
与圣索沃尔德蒙塔居接壤的市镇（或旧市镇、城区）包括：格吕拉斯、埃里约河畔莱索利耶尔、普朗勒、圣艾蒂安德塞尔、圣莫里斯昂沙朗孔、圣米歇尔-德沙布里亚努。

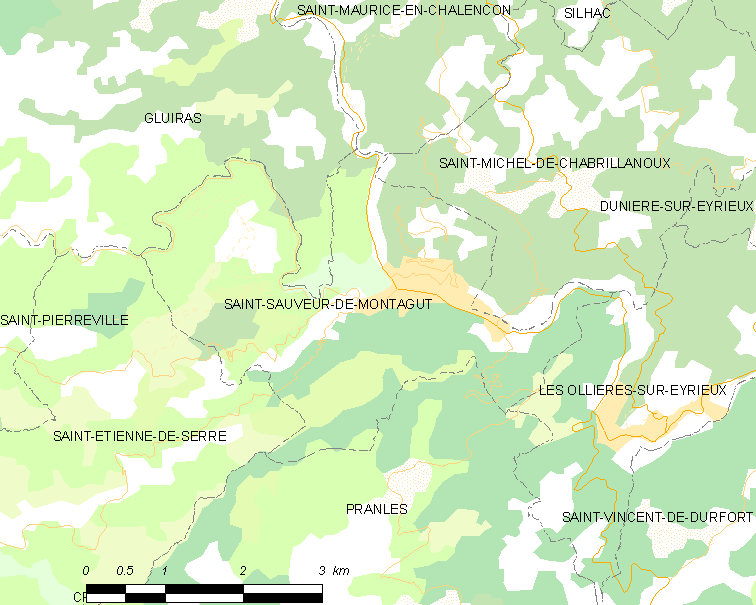
圣索沃尔德蒙塔居的OSM定位图

圣索沃尔德蒙塔居的时区为UTC+01:00、UTC+02:00（夏令时）。

## 行政
圣索沃尔德蒙塔居的邮政编码为07190，INSEE市镇编码为07295。

## 政治
圣索沃尔德蒙塔居所属的省级选区为上埃里约县。

## 人口

1962-2008年间圣索沃尔德蒙塔居人口变化图示

圣索沃尔德蒙塔居于2022年1月1日时的人口数量为1112人。